# Улица Борисовские Пруды
Улица Бори́совские Пруды́ (бывшие Заводская улица, Московская улица и Братеевское шоссе) — улица в районах Братеево и Москворечье-Сабурово Южного административного округа города Москвы.
Улица обеспечивает транспортное сообщение между южной и юго-восточной частями Москвы. Состоит из двух полос движения в обе стороны.

## Расположение

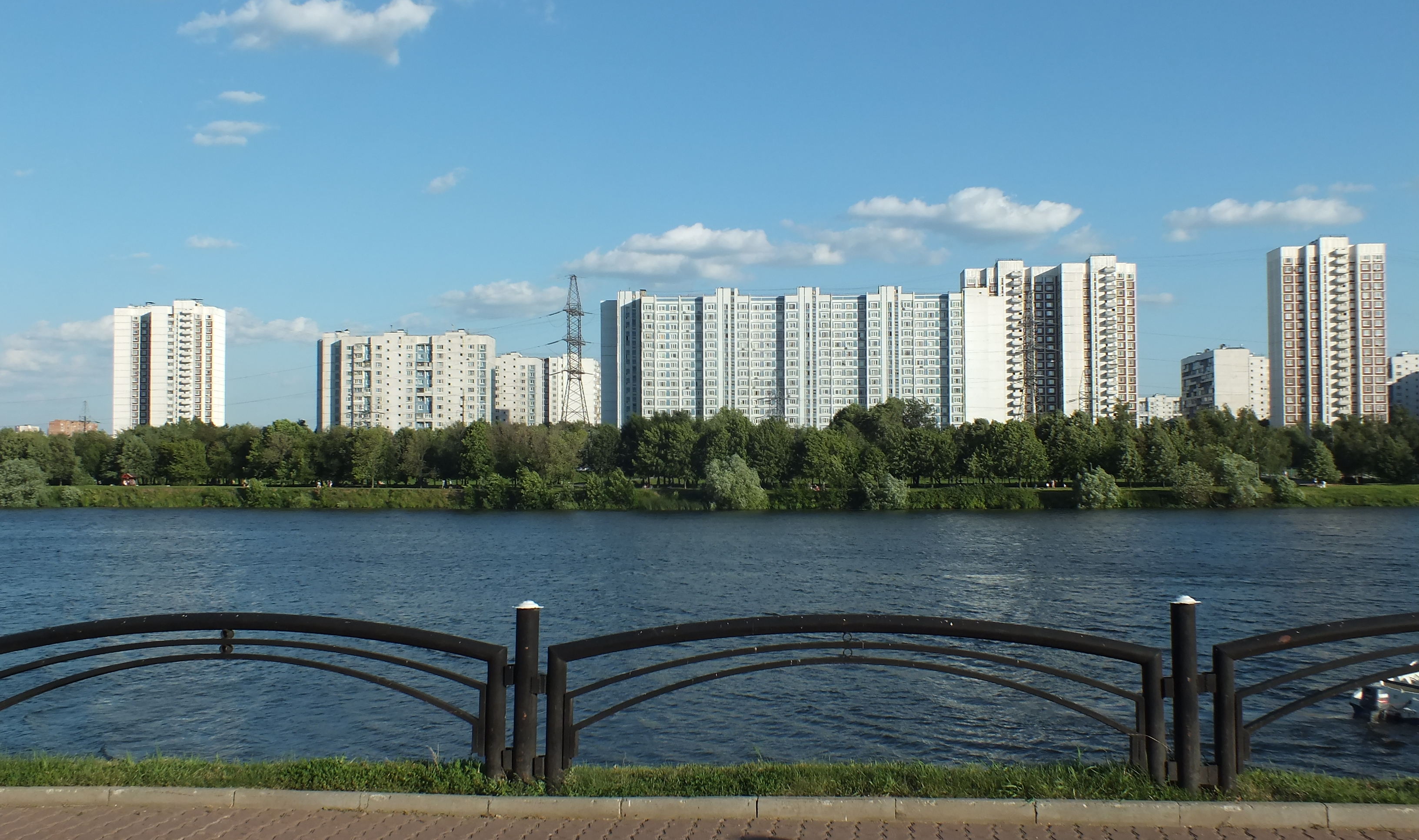
Дома в конце улицы. Самый левый на фото дом — 48, к. 1. Бело-голубой дом в центре — 42, к. 1.

Улица проходит от Каширского шоссе в районе МЖК Сабурово, по северному берегу Борисовского пруда, идёт параллельно Москве-реке (между 67 и 73 км) до конца района Братеево, пересекает Наташинскую улицу, Наташинский проезд, Хордовый проезд и Бесединское шоссе (пересекает их в районе Братеевского моста), Ключевую, Паромную и Алма-Атинскую улицы. Нумерация домов ведётся от Каширского шоссе.
По ходу движения улица идёт на восток, в районе пересечения с Наташинской улицей плавно меняет направление на северо-восточное, сохраняя такое направление почти до конца улицы. После пересечения с Алма-Атинской улицей плавно меняет направление сначала на восточное, а потом на юго-восточное. В районе дома 48 улица заканчивается, переходя во внутриквартальный проезд без названия

### Рельеф улицы
На улице Борисовские Пруды находится дом, расположенный ниже всех остальных в Москве — дом 42, высота этого дома над уровнем моря составляет не более 120 метров. Это связано с рельефом долины Москвы-реки: самая низкая точка в Москве над уровнем моря (114,2 м) находится под Бесединскими мостами (на МКАД) при выходе из города Москвы-реки.

## История
Улица образована 14 марта 1964 года из бывшей Московской улицы и бывшего Братеевского шоссе бывшего подмосковного посёлка (ранее села) Борисово, включённого в состав Москвы в 1960 году. 18 февраля 1966 года в состав улицы включены Заводская и Московская улицы и Братеевское шоссе бывшего подмосковного посёлка Сабурово.
Улица названа по находящимся поблизости Борисовским прудам. Название было присвоено в соответствии с двумя решениями исполнительного комитета Московского городского совета трудящихся, принятых 14 марта 1964 года и 18 февраля 1966 года.

## Происшествия
13 сентября 1999 года в доме 16, корпус 2 по Борисовским Прудам (55°38′09″ с. ш. 37°44′53″ в. д.) были изъяты 50 мешков со взрывчаткой общим весом 2,5 тонны и средства для подрыва. Взрыв 14-этажного жилого дома, намечавшийся на 21 сентября, был предотвращён. Он должен был стать одним из серии террористических актов в российских городах.

## Парки
В районах Москворечье-Сабурово и Братеево между улицей Борисовские пруды и Москвой-рекой расположен Братеевский каскадный парк площадью 18 га. Начинается в районе дома 5, корпус 1; заканчивается в районе дома 10, корпус 1. В парке сделано ночное освещение.
Вторая парковая зона расположена в районе Братеево, также между улицей и рекой. Начинается от Братеевского моста и идёт до конца района. С запада на восток парк рассекают несколько пешеходных асфальтированных дорожек.

## Примечательные здания и сооружения

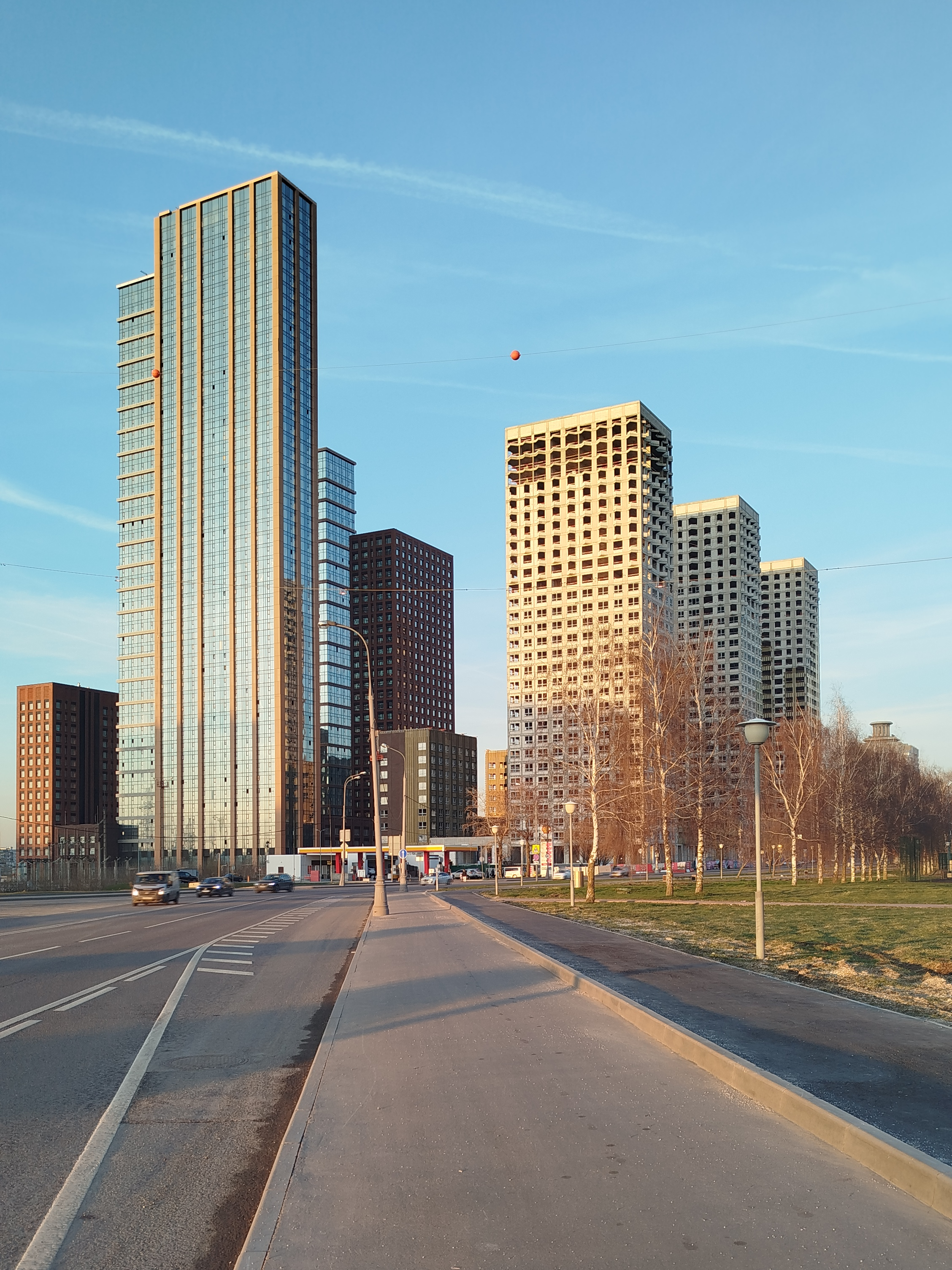
Строительство ЖК Wave 14 мая 2025 г.

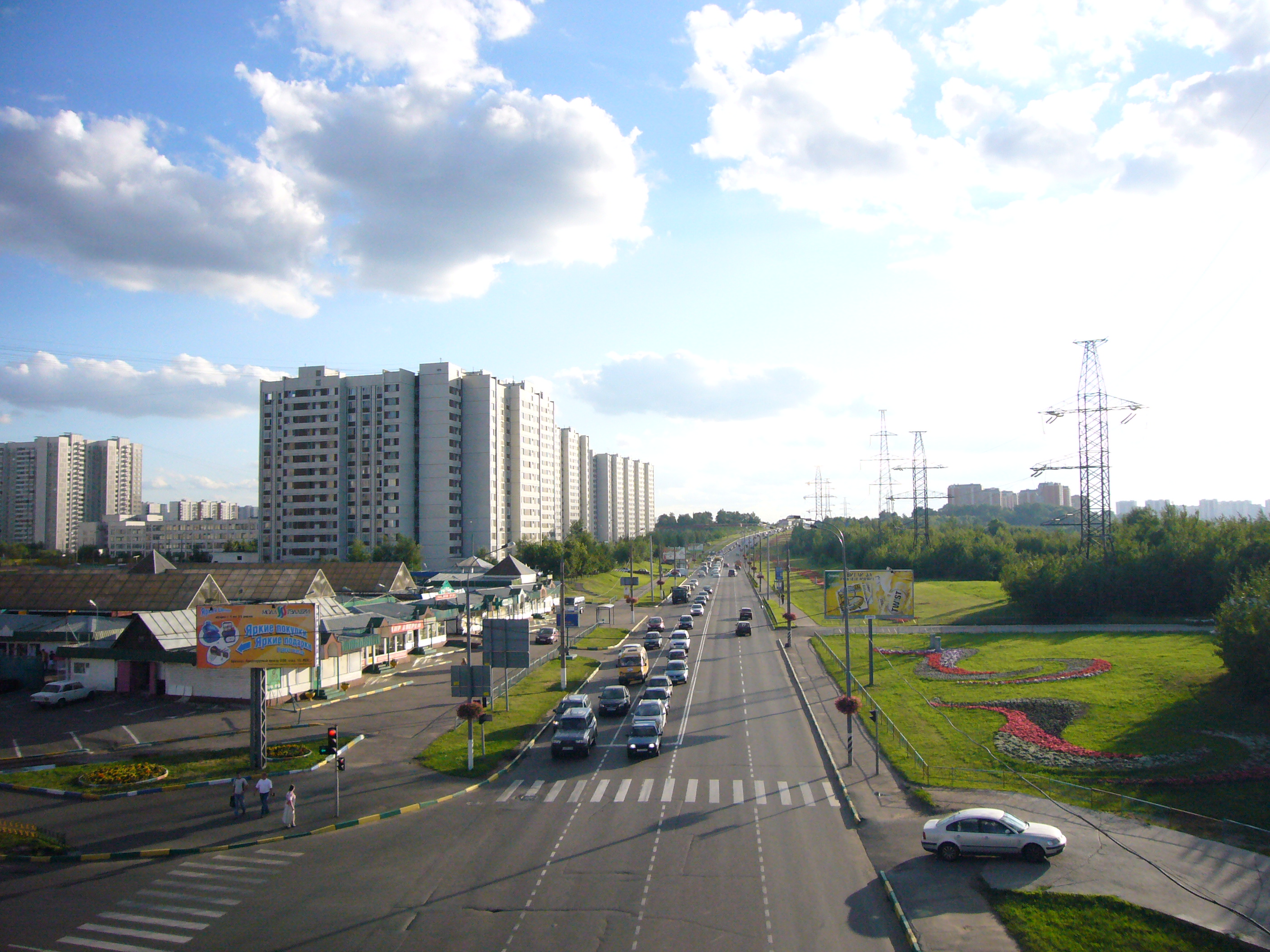
Вид на улицу с Братеевского моста, направление — в центр. Слева виден рынок «Борисовские пруды», прекративший существование в марте 2010 года.

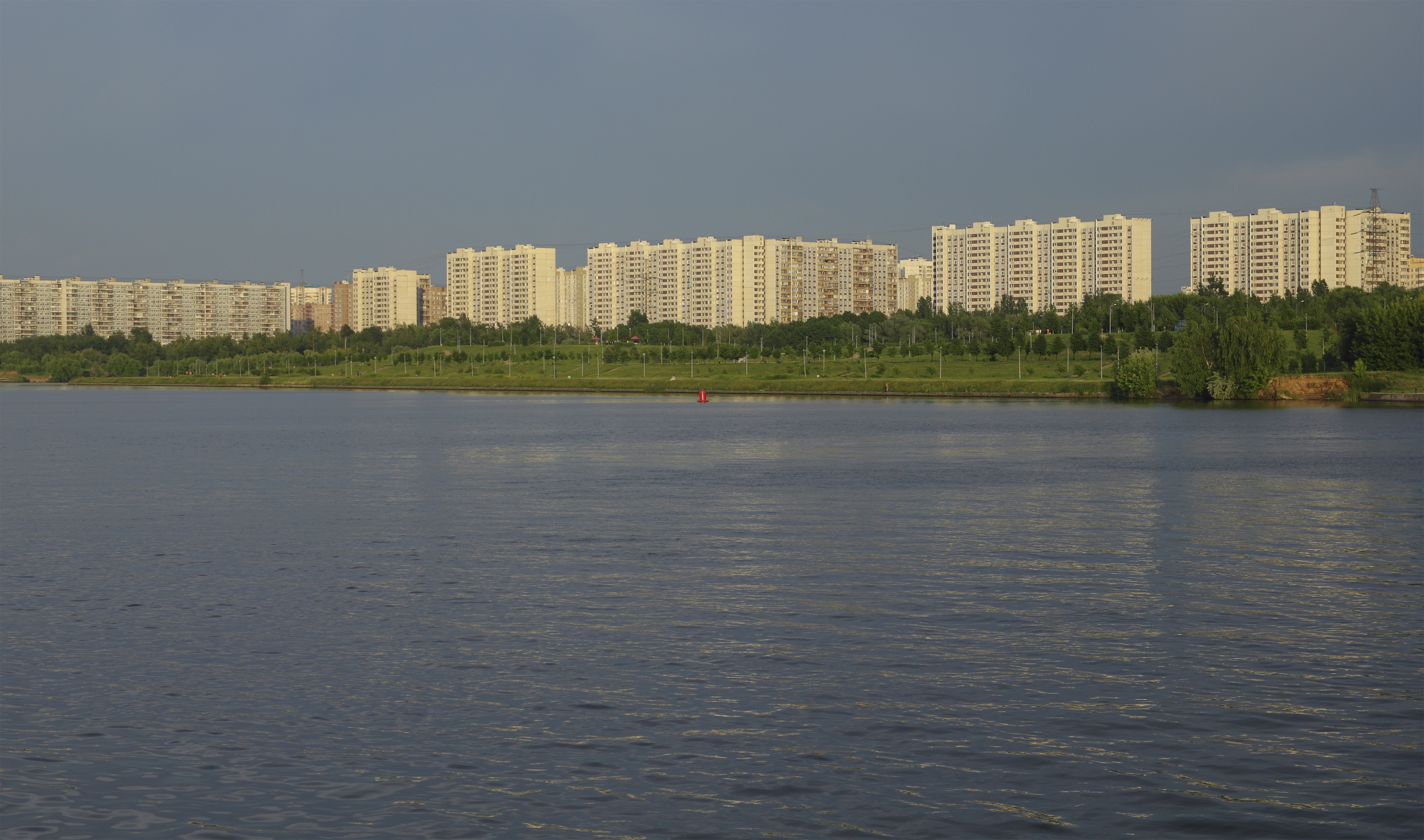
Вид на жилые дома 1-го микрорайона Братеево по улице Борисовские Пруды с реки

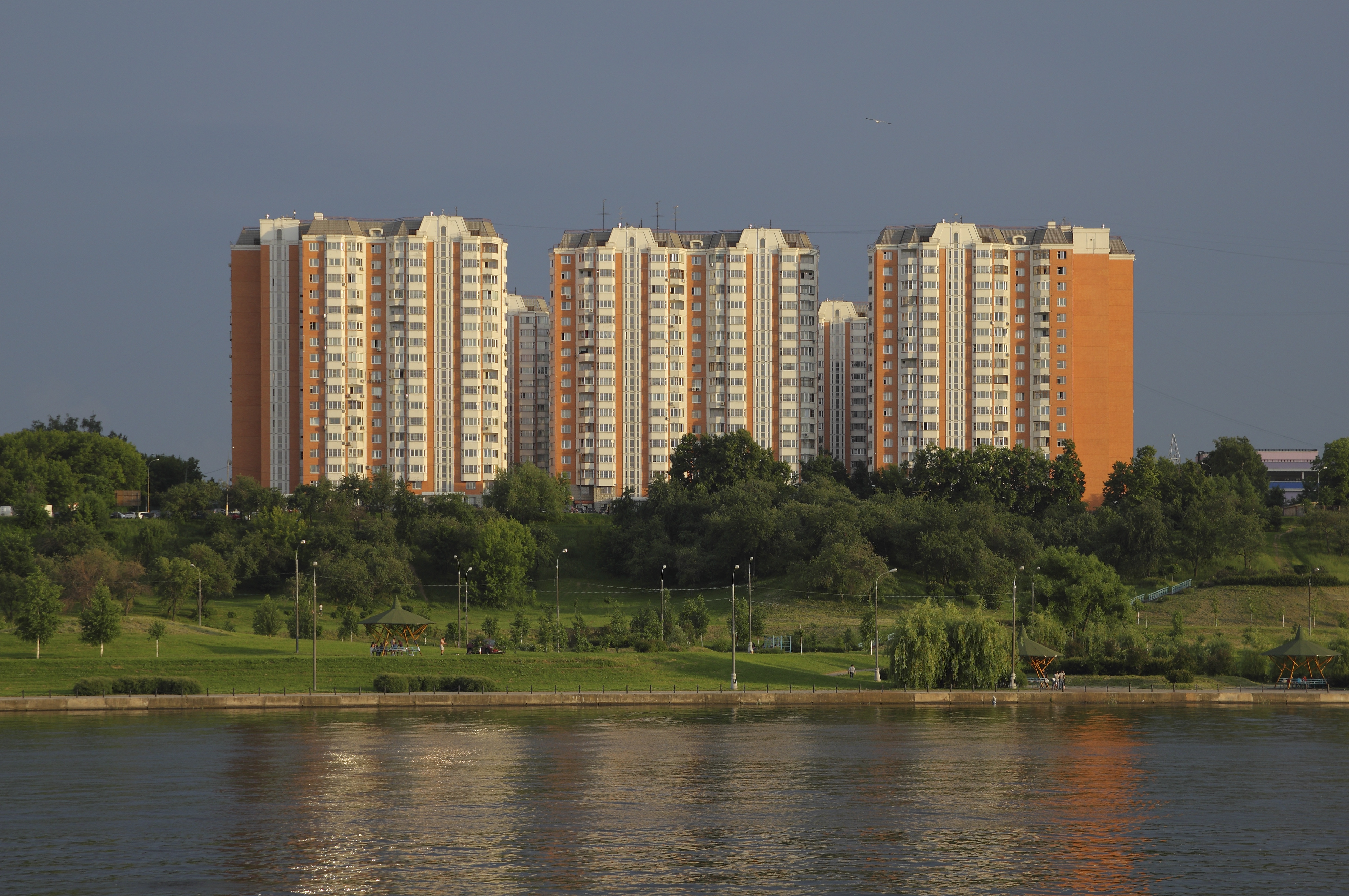
Дома № 21к2, 23к2 и 25к2 серии П-44Т

### По нечётной стороне
- Дом 1 — бывший Московский завод радиоэлектронной аппаратуры (МЗРТА), со множеством корпусов, в главном из которых размещались торговые фирмы. Снесён в 2021-2022 годах, с 2022 года ведётся строительство многоэтажного жилого комплекса «Wave»[вд].
- Дом 1а — автомобильный сервис «Сабурово».
- Дом 1, стр. 72 — «Строймаркет», «Моя мебель».
- Дом 5 — начиная с этого дома и до конца нечётных домов размещался так называемый «Новый посёлок» в составе десятка домов, сформировавшийся как посёлок при радиозаводе. Сейчас на их месте построены современные 17-этажные здания.
- Дом 11, корпус 1 — школа № 2017.
- Дом 11, корпус 2 — детский сад № 2502.
- Дом 13, корпус 1 — Главное управление Пенсионного Фонда РФ № 8 по г. Москве и Московской области (обслуживает район Москворечье-Сабурово).
- Дом 19, корпус 1 — частная школа «Наследник».
- Дом 19, корпус 3 — детский сад № 2470.
- Дом 23, корпус 2 — ЮАО Москворечье-Сабурово, Инженерная Служба ОДС-693, Инженерная Служба ГУ Диспетчерская.
- Дом 29а — спортивный комплекс «Борисово», СДЮШОР «Юность Москвы».
- Дом 31 — автосервис «Братеево», автостояночный кооператив «Радиотехник».

### По чётной стороне
- Дом 2г — поисково-спасательная станция «Борисовские пруды».
- Дом 4 — Борисовское кладбище.
- Дом 6, корпус 1 — страховая компания «Макс».
- Дом 6, корпус 2 — ремонт техники «Вильбур».
- Дом 6, корпус 3 — детский сад № 2378.
- Дом 8А — торговый центр «Пруды».
- Дом 8, корпус 2 — Институт менеджмента и бизнеса при Московском государственном индустриальном университете; международный институт «Инфо-Рутения».
- Дом 8, корпус 3 — магазин продуктов «Любимый», магазин канцтоваров «Мелочи жизни», детский развивающий центр «Радость».
- Дом 10, корпус 1 — супермаркет «Перекрёсток»
- Дом 10, корпус 2 — детский сад при Центре образования «Школа здоровья» «Лукоморье» № 1998.
- Дом 10, корпус 3 — детская поликлиника № 145 ЮАО; травматологический пункт при поликлинике; окружной консультативно-диагностический центр детской Поликлиники № 145 ЮАО.
- Дом 10, корпус 5 — Инженерная служба и диспетчерская района Братеево, ЕИРЦ и паспортный стол района Братеево, библиотека № 258 ЮАО «Братеевские интеллектуалы», кафе «Олимпия».
- Дом 12, корпус 1 — «Сбербанк России», дополнительный офис № 9038/01733, банкомат.
- Дом 12, корпус 2 — школа № 1929.
- Дом 12, корпус 3 — Центр образования Школа № 1998 «Лукоморье».
- Дом 12, корпус 4 — поликлиника № 59 ЮАО.
- Дом 14, корпус 1 — Инженерная служба и диспетчерская района Братеево.
- Дом 14, корпус 4 — супермаркет «Авоська», магазин «Мой книжный».
- Дом 14, корпус 5 — супермаркет «Супер Лента».
- Дом 14, корпус 6 — детский сад № 2342.
- Дом 16, корпус 4 — Московский городской совет, ЮАО Братеево-1 (организация ветеранов).
- Дом 16, корпус 5 — Горэнергосбыт, Южное отделение (№ 6) Братеево, Марьино.
- Дом 18, корпус 2 — Центр образования «Школа здоровья» «Лукоморье» № 1998 (начальная школа).
- Дом 20, корпус 3 — школа № 997.
- Дом 20, корпус 3а; 3б — спортивный комплекс «Братеево»; бассейн при спорткомплексе.
- Дом 24 — причал Братеево[вд]
- Дом 24/2 — нотариальная контора.
- Дом 26 — торгово-развлекательный комплекс «Ключевой[вд]»
- Дом 26, корпус 2 — торговый центр «БраVo![вд]»
- Дом 34, корпус 1 — детский скаутский клуб «Братеево».
- Дом 34, корпус 2 — Московская городская общественная организация ВОИ, отделение в Братееве (организация инвалидов).
- Дом 36, корпус 1 — «Сбербанк России», банкомат; супермаркет «Авоська».
- Дом 36, корпус 2 — школа № 998 с этнокультурным русским компонентом образования.
- Дом 42 — Центр социального обслуживания (отделение срочной помощи); Инженерная служба ОДС-128; Инженерная служба ГУ Диспетчерская — все при районе Братеево.
- Дом 46, корпус 1 — детский сад № 1803.
- Дом 46, корпус 2 — Горэнергосбыт Южное отделение участок Братеево, Зябликово.

## Транспорт

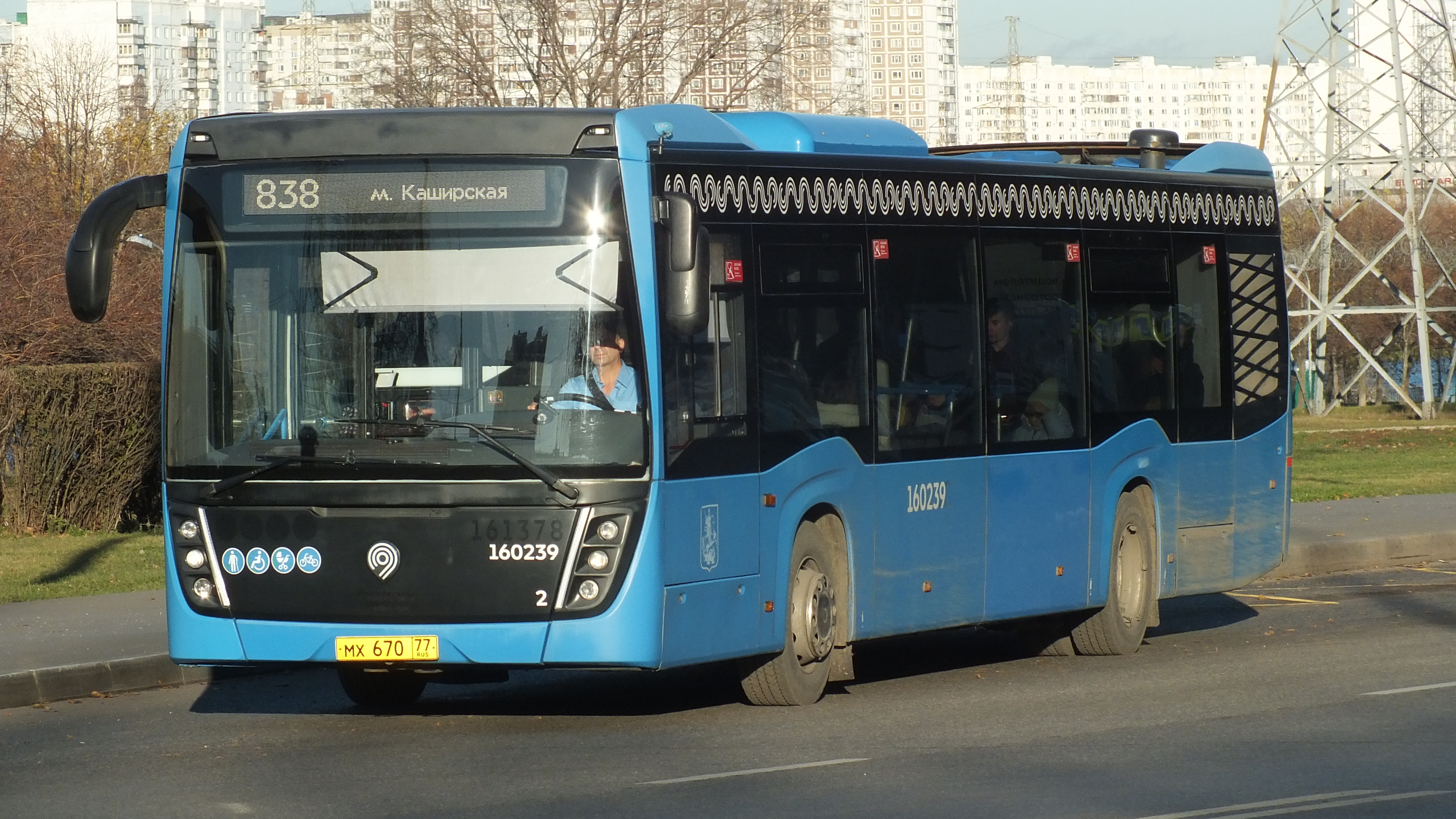
Автобус на маршруте № 838 на улице

### Наземный общественный транспорт
Здесь перечислены маршруты наземного общественного транспорта от улицы до ближайших станций метро на Замоскворецкой и Люблинско-Дмитровской линиях и до ближайшей железнодорожной станции:
- метро «Алма-Атинская» — автобусы 708, с797, с827 (по будним дням), 838, 864, 887.
- метро «Борисово» — автобусы 770, с827, 864.
- метро «Каширская» — автобусы 770, 838.
- метро «Марьино» — автобусы 708, 770, с797.
- платформа «Москворечье» — автобусы 770, с827, 838.

Помимо вышеперечисенных станций метро, от улицы Борисовские Пруды можно добраться на наземном общественном транспорте до станций метро  Люблино,  Шипиловская,  Домодедовская.

### Метрополитен
На самой улице выходы к станциям метро отсутствуют. Ближайшие две станции метро, к которым можно пройти от улицы пешком:
- Станция метро «Борисово» — в 500 м на юго-запад от пересечения с Хордовым проездом.
- Станция метро «Алма-Атинская» — в 900 м на юг от пересечения с Паромной улицей.

## Перспективы улицы
Планируется, что улица Борисовские Пруды войдёт в часть так называемой «Южной рокады» — автомагистрали, которая соединит западные, южные и юго-восточные районы города. При этом саму улицу расширят до 3—4 полос.